# Filmfare Award du meilleur réalisateur en malayalam
Le prix Filmfare du meilleur réalisateur en malayalam est une récompense attribuée par le magazine indien Filmfare dans le cadre des Filmfare Awards South annuels pour les films en malayalam (Mollywood).
Les années mentionnées sont celles de la sortie du film. La cérémonie a lieu l'année suivante.

## Réalisateurs récompensés
- 1972 : K. S. Sethumadhavan pour le film Punarjanmam
- 1973 : K. S. Sethumadhavan pour le film Pani Theeratha Veedu
- 1974 : K. S. Sethumadhavan pour le film Chattakari
- 1975 : Bharathan pour le film Prayanam
- 1976 : Sreekumaran Thampi pour le film Mohiniyattom
- 1977 : I. V. Sasi pour le film Itha Ivide Vare
- 1978 : I. V. Sasi pour le film Yaetta
- 1979 : Bharathan pour le film Thakara
- 1980 : Bharathan pour le film Chamaram
- 1981 : K. S. Sethumadhavan pour le film Oppol
- 1982 : Balu Mahendra pour le film Olangal
- 1983 : Non attribué
- 1984 : Non attribué
- 1985 : Non attribué
- 1986 : Hariharan pour le film Panchagni [1]
- 1987 : Pratap Pothan pour le film Rithubhedam [2]
- 1988 : Padmarajan pour le film Aparan
- 1989 : Non attribué
- 1990 : Bhadran pour le film Iyer The Great [3]
- 1991 : Sibi Malayil pour le film Bharatham [4]
- 1992 : Sibi Malayil pour le film Sadayam
- 1993 : Shaji Kailas pour le film Ekalavyan
- 1994 : Hariharan pour le film Parinayam [5]
- 1995 : Bhadran pour le film Spadikam [6]
- 1996 : Sathyan Anthicoud pour le film Thoovalkottaram [7]
- 1997 : Jayaraj pour le film Kaliyattam [8]
- 1998 : Sreenivasan pour le film Chinthavishtayaya Shyamala [9]
- 1999 : Shyama Prasad pour le film Agnisakshi [10]
- 2000 : Jayaraj pour le film Karunam [11]
- 2001 : Vinayan pour le film Karumadikuttan [12]
- 2002 : Lal Jose pour le film Meesa Madhavan [13]
- 2003 : Sathyan Anthikkad pour le film Manassinakkare [14]
- 2004 : Blessy pour le film Kaazhcha [15]
- 2005 : Blessy pour le film Thanmatra [16]
- 2006 : Roshan Andrews pour le film Notebook [17]
- 2007 : Babu Thiruvalla pour le film Thaniye [18]
- 2008 : Ranjith pour le film Thirakkatha [19]
- 2009 : Hariharan pour le film Pazhassi Raja [20]
- 2010 : Ranjith pour le film Pranchiyettan & the Saint [21]
- 2011 : Blessy pour le film Pranayam [22]
- 2012 : Lal Jose pour le film Ayalum Njanum Thammil
- 2013 : Shyamaprasad pour le film Artist [23]
- 2014 : Anjali Menon pour le film Bangalore Days [24]
- 2015 : R. S. Vimal pour le film Ennu Ninte Moideen [25]
- 2016 : Dileesh Pothan pour le film Maheshinte Prathikaaram [26]